# Anopheles njombiensis
Anopheles njombiensis är en tvåvingeart som beskrevs av Peters 1955. Anopheles njombiensis ingår i släktet Anopheles och familjen stickmyggor. Inga underarter finns listade i Catalogue of Life.